# حسن فاخری
حسن فاخری (۱۳۰۲–۱۳۹۵) حقوق‌دان و عضو اسبق شورای نگهبان بود.

## تولد و تحصیلات
فاخری متولد ۱۳۰۲ در شهر تهران بود. او تحصیلات خود را در مقطع کارشناسی در دانشکده حقوق و علوم سیاسی دانشگاه تهران به پایان برد.

## فعالیت‌های قضایی
حسن فاخری پیش از انقلاب به امر وکالت مشغول بود و بعد از انقلاب ۱۳۵۷ ابتدا به سمت معاون اولی دادستان کل کشور منصوب شد. سپس در جریان انتخاب عضو حقوقدان شورای نگهبان قانون اساسی از سوی شورای عالی قضائیه به مجلس اول معرفی شد و تا سال ۱۳۷۴ در دوره‌های گوناگون عنوان عضو حقوق دان شورای نگهبان فعالیت کرد. او در سال‌های ۱۳۷۴ و ۱۳۷۷ نیز به عنوان نامزد تصدی عضویت حقوق دانشورای نگهبان به مجلس معرفی شد که نتوانست آرای کافی را برا یاین موضوع بدست آورد.
او علاوه بر فعالیت به عنوان عضو حقوق دان شورای نگهباندر سمت‌هایی مانند: دادیاری دیوان عالی کشور، مستشاری دیوان عالی کشور، رئیس اداره عفو و بخشودگی دادگستری و رئیس شعبه پنجم دیوان عالی کشور نیز فعالیت داشته است.